# Корфу, Робер
Робер Корфу (фр. Robert Corfou, 2 декабря 1942, Пойяк, Франция) — французский футболист и тренер.

## Биография
В качестве футболиста выступал в командах из низших лиг. Став тренером, Корфу трудился в малоизвестными французскими клубами. Позднее он возглавлял любительскую сборную Франции по футболу и был региональным директором в Федерации футбола страны. В 2001 году переехал в Африку. После кратковременной работы с Кот-д’Ивуаром Корфу возглавил сборную Камеруна и помог ей квалифицироваться на Чемпионат мира 2002 года. Однако руководство местного спорта рассматривала француза на посту главного тренера, как временную фигуру. После окончания отборочного турнира Корфу уступил свою должность немцу Винфриду Шеферу. Позднее руководил сборной Конго.